# Michael Præst
Michael Præst er (født d. 25. juli 1986) en dansk fodboldspiller, der spiller i den islandske klub Stjarnan. Michael Præst har sin primære styrke i det centrale forsvar samt højre back. 

## Karriere
Michael Præst blev pr. 1. januar 2008 rykket op i Vejle Boldklubs A-trup fra U-truppen og fik debut på førsteholdet d. 23. juli 2006 i en kamp mod  OKS. (OKS-VB 0-2)

### Kolding FC
I januar 2009 blev Præst lejet ud til Kolding FC for forårssæsonen.. Lejeopholdet i Kolding FC var en succes for Præst og det blev til masser af spilletid for forsvarsspilleren. Derfor skiftede han også permanent til Kolding FC, da kontrakten med Vejle BK udløb i sommeren 2009
I sommeren blev Kolding FC lagt sammen med Vejle BK og dannede Vejle Boldklub Kolding. Dette betød at Kolding FC blev tvangsnedrykket til Danmarksserien og Præst skiftede til 2. divisionsklubben FC Fyn.

### FC Fyn
Præst spillede i FC Fyn frem til januar 2013, hvor klubben gik konkurs. På grund af konkursen blev alle spillerne i klubben fritstillet af deres kontrakter.

### Stjarnan
Efter konkursen i FC Fyn indgik Præst en et-årig aftale med den islandske klub Stjarnan.